# Heisuke Hironaka
Heisuke Hironaka (広中 平祐 Hironaka Heisuke; Iwakuni, 9 aprile 1931) è un matematico giapponese, noto per i suoi contributi in geometria algebrica astratta.

## Biografia
Dopo essersi laureato alla Kyoto University, studiò alla Università Harvard sotto la guida di Oscar Zariski.
Hironaka è famoso per avere provato che le singolarità delle varietà algebriche ammettono risoluzioni con caratteristica zero.
Per questo lavoro è stato insignito della Medaglia Fields nel 1970.